# Udre Udre
Udre Udre – fidżyjski ratu i kanibal, żyjący w XIX wieku.

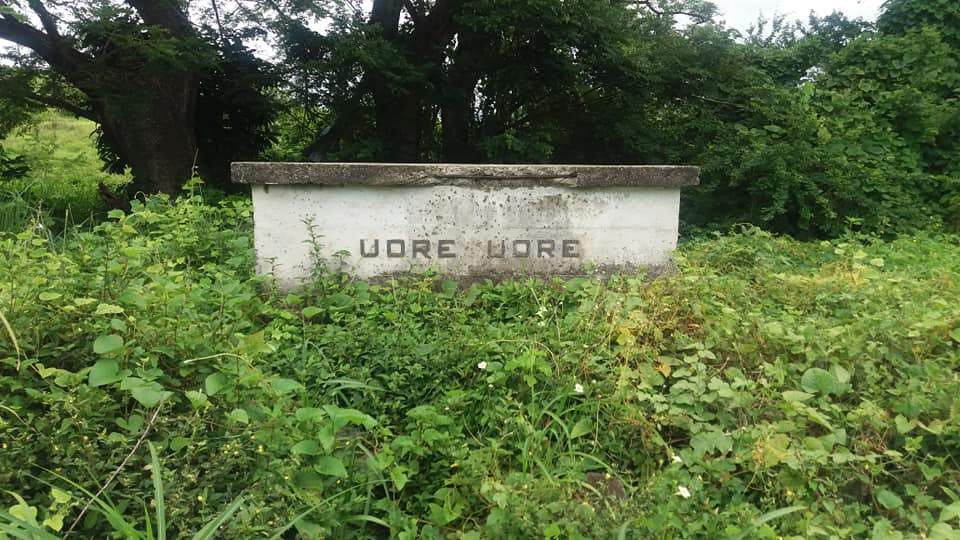
Grobowiec ratu Udre Udre w Rakiraki

Mieszkał w Rakiraki na północnej części wyspy Viti Levu. Udre Udre posiada rekord Księgi Guinnessa nazwany Najpłodniejszy kanibal, według którego zjadł w ciągu swojego życia największą liczbę ludzi. Szacuje się ją między 872 a 999 osób. Udre Udre oznaczał każdą zjedzoną osobę kamieniem, którymi później ozdobiono jego grobowiec w Rakiraki. Ponieważ nie zachowały się wszystkie kamienie, którymi go obsypano, nie da się ustalić dokładnej liczby zjedzonych przez niego osób. Według jego syna, Udre Udre miał jeść każdą część swojej ofiary. To, czego nie zjadł od razu, konserwował i spożywał później.
Grób Udre Udre istnieje do dziś i jest popularnym miejscem zwiedzania przez turystów.